# 杜米特鲁·彼特列斯库
杜米特鲁·彼特列斯库（羅馬尼亞語：Dumitru Petrescu；1906年5月10日—1969年9月13日），罗马尼亚共产党中央政治执行委员会委员，罗马尼亚国务委员会副主席，中将。

## 生平
1906年，出生于罗马尼亚首都布加勒斯特。1918年，在索切克出版社当印刷工。1920年，在罗马尼亚铁路格里维察工厂当车工。1921年，参与创建罗马尼亚共产主义青年联盟，负责组织工作。1927年，为罗马尼亚社会民主党党员。1928年，为罗马尼亚社会主义工人党党员，任布加勒斯特的格里维察铁路工厂工会书记。
1932年，加入罗马尼亚共产党，参与领导了罗马尼亚铁路和石油工人大罢工。1933年，任布加勒斯特工会委员会书记，参加领导格里维察二月大罢工。1934年，被克拉约瓦军事法庭判处15年有期徒刑。1935年，成功越狱，流亡捷克斯洛伐克和苏联，在莫斯科的列宁主义国际高等政治教育学院学习。6月，在莫斯科的罗马尼亚自由广播电台和苏联外国文书籍出版社罗马尼亚语编辑部工作。
1939年，在苏联红军总政治部第七局从事分化、瓦解敌军的工作。1943年，参与组建罗马尼亚“图多尔·弗拉迪米雷斯库”第一志愿步兵师，任师政治部主任，被授予少校军衔，负责部队的政治教育和文化工作。12月，任罗马尼亚“霍里亚、克洛什卡和克里桑”第二志愿步兵师政治委员，并被授予中校军衔。1944年，返回罗马尼亚，任罗马尼亚王国战争部副国务秘书。1945年，任罗马尼亚武装部队副总监察长兼任《陆军之声》报社社长。
1947年，晋升为陆军少将，任武装部队总监察长，分管军队的教育、训练和督察以及文化和宣传鼓动工作。1948年，任罗马尼亚人民共和国武装部队部国务秘书，晋升为陆军中将，兼任罗马尼亚人民军总政治部主任。2月，为罗马尼亚工人党中央候补委员，任党中央教育和文化部长。1949年，任罗马尼亚人民共和国大国民议会主席。1950年，被增补为工人党中央委员、罗马尼亚工人党中央组织局委员。1951年，任罗马尼亚人民共和国国家供应委员会主席。1952年，任罗马尼亚人民共和国财政部长。1955年，任罗马尼亚人民共和国部长会议副主席。1956年，苏共二十大后，被解除党内外一切领导职务。
1965年，尼古拉·齐奥塞斯库上台后，当选为罗共中央候补委员，任罗马尼亚社会主义共和国国家劳动保护委员会主席。1968年，任劳动部第一副部长、罗马尼亚社会主义共和国国家储备总局局长。1969年，为罗马尼亚社会主义共和国国务委员会副主席。8月，为罗马尼亚共产党中央委员、中央政治执行委员会委员、中央常设主席团委员。9月，病逝。